# Cuculluna
Cuculluna is een geslacht van vlinders van de familie uilen (Noctuidae), uit de onderfamilie Cuculliinae.

## Soorten
- C. cristagalli Köhler, 1952
- C. haywardi Köhler, 1979